# Anisodes globaria
Anisodes globaria är en fjärilsart som beskrevs av Achille Guenée 1858. Anisodes globaria ingår i släktet Anisodes och familjen mätare. Inga underarter finns listade i Catalogue of Life.